# Fiktionale Gewalt
Fiktionale Gewalt beinhaltet die Darstellung von Gewalt im Rahmen der Fiktion, im Unterschied zur Dokumentation realer Gewaltszenen. Im Fokus der Kontroverse und der wissenschaftlichen Untersuchungen bezüglich der Thematik stehen vor allem die Medien Film, Literatur, Comic und Computerspiel (daher auch die Bezeichnung Mediengewalt). Ziel der wissenschaftlichen Untersuchungen ist es, die Wirkung solcher Darstellungen auf den Menschen offenzulegen. Erforscht werden die Auswirkungen von Gewaltdarstellungen in den Disziplinen Soziologie, Psychologie, Pädagogik, Rechtswissenschaft sowie Kommunikations- und Medienwissenschaft (dort insbesondere in der Medienwirkungsforschung).

## Darstellung von Gewalt
Die hauptsächlich von Gewaltdarstellungen betroffenen Medien sind Filme, Literatur, Comics und Computerspiele. In den vergangenen Jahren standen besonders Computerspiele mit Gewaltdarstellungen in der Kritik. Aufgrund des interaktiven Charakters der Spiele, in der Spieler selbst an virtuellen Gewalthandlungen teilhaben, wird eine besonders starke Wirkung vermutet. Zurückgegangen zu sein scheint hingegen die Kritik an gewaltdarstellenden Filmen. Bei Filmen und Printmedien wird nicht selbst gehandelt, sondern ein Verhalten wird vorgegeben. Problematisch ist dies, da der Konsument die Handlungsweise nicht selbst steuert. Somit haben diese Werke eine Vorbildfunktion, welche das Handeln des Konsumenten beeinflussen kann.

### Computerspiele
In vielen Computerspielen soll durch eine möglichst realistische Darstellung der Spielewelt eine besondere Spielatmosphäre geschaffen werden. In Spielen mit Kampf- oder Kriegsszenarien schließt dies auch die Darstellung von Gewalt ein. Mit zunehmender technischer Entwicklung wird auch die Gewalt immer realistischer dargestellt.
Gewalt kommt vor allem in Ego-Shootern vor, in denen der Spieler die virtuelle Welt aus der Ich-Perspektive sieht. Der Grad der Gewaltdarstellung variiert dabei: Während bei Shootern wie Doom oder Quake fast ausschließlich das Töten von Gegner dargestellt und oft eindrucksvoll inszeniert wird, stellen andere Spieleserien wie Call of Duty, Battlefield oder Medal of Honor eine realistische Wiedergabe von Kampfgeschehen inklusive taktischen Manövern in den Mittelpunkt. Bei sogenannten Taktikshootern, z. B. Tom Clancy’s Rainbow Six oder  Operation Flashpoint, im Extremfall Tom Clancy’s Splinter Cell (Stealth-Shooter), liegt der Schwerpunkt auf taktischen Bewegungen mit der Absicht, Gegner zu überlisten oder seine Ziele zu erreichen, ohne viel Aufmerksamkeit zu erregen.
Ein ähnlicher Grad an Gewalttätigkeit lässt sich bei manchen Spielen aus dem Beat-’em-up-Genre finden, wie zum Beispiel bei der Mortal-Kombat-Reihe.
Auch viele Echtzeit-Strategiespiele, wie die bekannte Command-&-Conquer-Reihe, stellen Gewalt dar, aufgrund einer anderen Spielperspektive jedoch nicht so explizit wie Ego-Shooter. Hier kommandiert der Spieler eine Kriegspartei und muss dabei üblicherweise mit taktischem Geschick eine oder mehrere andere Mächte besiegen.
Kritisiert wird vor allem der unreflektierte Umgang mit Gewalt, also ohne dass beleuchtet oder in Frage gestellt wird, wieso der Einsatz von Gewalt für das Erreichen des Spielziels notwendig war, und ob ein bestimmtes Problem nicht auch ohne Gewalt hätte gelöst werden können.

### Film und Fernsehen
Von besonderem Interesse ist die Wirkung von Gewalt im Fernsehen auf Kinder und Jugendliche, da diese beeinflussbarer sind als Erwachsene. Kinder und Jugendliche sind noch dabei, sich Werte und Normen anzueignen (Modelllernen von Albert Bandura). Ihnen fehlt ein feinsinniges Moralverständnis, um mit aufsehenerregender Fernsehgewalt umgehen zu können. Zudem können Kinder erst ab einem Alter von sechs bis sieben Jahren Fiktion und Realität unterscheiden. Besonders schwer fällt dies Kindern, wenn sie sich mit dem aggressiven Charakter identifizieren, und je realistischer die Gewaltdarstellungen sind. Zum einen findet beim Fernsehen ein sozialer Lernprozess statt – Kinder lernen hier neue Verhaltensweisen. Zum anderen findet eine Desensibilisierung gegenüber Gewalt statt, d. h., dass durch die wiederholte Konfrontation mit Mediengewalt die emotionale Empfänglichkeit für gewalthaltige Szenen reduziert wird. Weiter kann ein Realitätsverlust verzeichnet werden. Gewalt wird als legitimes Mittel auf der Seite der „Guten“ gezeigt, und Kinder sehen Gewalt nun als gerechtfertigt. Es kommt zu einem verzerrten Bild der Welt.
In den 1960er-Jahren wurde in Feldstudien ein Zusammenhang zwischen Fernsehgewalt und aggressivem Verhalten festgestellt. Aus einem Zusammenhang lässt sich allerdings noch kein kausaler (ursächlicher) Schluss ziehen. Der Effekt lässt sich so beschreiben: Kinder, die viel Gewalt im Fernsehen konsumieren, verhalten sich aggressiver als Kinder, die selten fernsehen. Allerdings lässt sich nicht der Schluss ziehen, dass das Schauen von Gewalt im Fernsehen aggressives Verhalten verursacht. Verschiedene Variablen, sogenannte Drittvariablen, könnten beides, das unkontrollierte Konsumieren von Gewalt und das aggressive Verhalten verursachen, z. B. fehlende elterliche Aufsicht, oder ein niedriger sozialer Status. Aggressive Kinder wählen zudem eher ein gewalthaltiges Fernsehprogramm. So kann man von einem sich gegenseitig beeinflussenden Prozess ausgehen. Gewalt macht Kinder aggressiver (Sozialisationshypothese), und aggressivere Kinder schauen eher Gewalt (Selektionshypothese).

## Erklärungsansätze und Motive für die Nutzung von Mediengewalt
Für den Konsum von Mediengewalt und Medienhorror gibt es verschiedene Erklärungsansätze. Kunczik und Zipfel fassen den aktuellen Forschungsstand der verschiedenen Ansätzen in ihrem Studienhandbuch „Medien und Gewalt“ zusammen. Da die Gründe und der Konsum von medialen Gewaltdarstellungen rezipientenabhängig ist, können die folgenden Ansätze die Nutzung violenter Inhalte nicht ausschließlich erklären, jedoch einander ergänzen.

### Ästhetische Funktion
Dieser Ansatz geht davon aus, dass mediale Gewaltdarstellungen eine ästhetische Funktion erfüllen. Es wird vermutet, dass Gewaltszenen unabhängig vom Kontext durch Geräusche, Bewegungen und Farben als angenehme Sinneseindrücke empfunden werden. Die These ist empirisch jedoch nicht belegt.

### Evolutionstheoretische Ansätze
Im Rahmen dieses Ansatzes wird vermutet, dass der Reiz des Neuen und Ungewöhnlichen den Konsum von Mediengewalt begründet. Manche Autoren sprechen von einer „morbiden Neugierde“ an Gefahr, Verletzung und Tod. Andere Autoren machen Voyeurismus oder die im Alltagsleben ungewöhnliche Verletzung sozialer Normen als Motiv für den Konsum von gewalttätigen medialen Inhalte verantwortlich.

### Mood-Management
Die Mood-Management Theorie geht davon aus, dass die Nutzung und Auswahl von Medieninhalten der Stimmungsregulierung dient. In diesem Zusammenhang kann der Konsum von medialer Gewalt dazu genutzt werden, um ein zu geringes Erregungsniveau zu steigern und so zur Erreichung eines optimalen Erregungsniveaus beitragen.

### Excitation-Transfer
Die Excitation-Transfer-Theorie steht im Zusammenhang mit der ebenfalls von Dolf Zillmann entwickelten Mood-Management-Theorie. Sie basiert auf der Annahme, dass Erregungszustände die Intensität von Gefühlen verstärken, die nicht mit dem eigentlichen Stimulus verbunden sind. Demnach kann ein durch mediale Gewaltdarstellungen bedingter Zustand erhöhter Erregung dazu führen, dass die Erleichterung über den Ausgang der angstauslösenden Situation intensiver wahrgenommen wird.

### Dispositionstheorie
Die Dispositionstheorie fußt auf der Annahme, dass auf Medieninhalte genauso reagiert wird wie auf Ereignisse der Realität. Bei dem Konsum von Medieninhalten bauen die Zuschauer Sympathien und Antipathien zu den Protagonisten auf. Erfahren unsympathische Protagonisten Gewalt, wird dies vom Zuschauer positiv wahrgenommen, da dies beispielsweise als „gerechte Bestrafung“ empfunden wird.

### Sensation-Seeking
Nach dem von Marvin Zuckermann entwickelten Ansatz des Sensation-Seeking gibt es Individuen, die eine starke Neigung zur Suche nach neuen, intensiveren und risikoreichen Reizen und Erfahrungen haben. Der Konsum gewalttätiger Medieninhalte kann dazu dienen, das optimale Erregungniveau zu erreichen und führt somit zu einer Gratifikation. Der Zusammenhang von Sensation-Seeking und Mediengewaltkonsum ist bisher nicht wissenschaftlich bewiesen.

### Gruppenzugehörigkeit und Identitätsbildung
Weitere Ansätze zu den Motiven des Konsums von Mediengewalt können den Begriffen Gruppenzugehörigkeit und Identitätsbildung untergeordnet werden. Sie stützen sich auf die Bedeutung von Peer-Groups und beziehen sich vor allem auf Jugendliche. Demnach befriedigt der Konsum von Gewaltfilmen einerseits das Bedürfnis nach Gruppenzugehörigkeit. Durch die Kenntnis wird Mut bewiesen und es kann über den Inhalt gesprochen werden. Andererseits sorgt der gemeinsame Konsum gewalttätiger Inhalte für eine Stärkung des Gemeinschaftsgefühls.

### Angstbewältigung und Angstlust
Als weiteres Nutzungsmotiv für mediale Gewaltdarstellung wird die Bewältigung von Angst bzw. die Angstlust diskutiert. So stellte zum Beispiel Schachter fest, dass Fernsehen als Instrument zur Angstreduktion genutzt werden kann.

### Aggressive Prädisposition
Der Zusammenhang zwischen aggressiver Persönlichkeit und Mediengewaltkonsum wurde in verschiedenen Studien bestätigt. Eine aggressive Prädisposition des Rezipienten kann also für den Konsum medialer Gewalt genutzt werden. Allerdings konnte nicht festgestellt werden, ob Mediengewaltkonsum eine aggressive Haltung begünstigt oder umgekehrt. Es wird daher von einer Wechselwirkung beider Faktoren ausgegangen.

## Rahmenbedingungen (Deutschland)

### Rechtsgrundlagen
In Deutschland wird der Zugang zu Gewalt darstellenden Werken formal durch das Jugendschutzgesetz eingeschränkt, falls die Möglichkeit besteht, dass durch Gewaltdarstellungen die Entwicklung eines Kindes oder Jugendlichen beeinflusst werden kann. Dies wird mit dem Art. 2 Grundgesetzes (GG) begründet. Bis 2003 wurde dies so umgesetzt, dass die BPjS darüber zu entscheiden hatte, ob ein Gewalt darstellendes Werk jugendgefährdend ist und es infolgedessen indiziert werden soll. Seit 2003 hat bei Spielen hauptsächlich die Unterhaltungssoftware Selbstkontrolle, kurz USK, über die Kind- und Jugendeignung in Form eines Alterssystems zu entscheiden.
In Gestalt des § 131 StGB (Gewaltdarstellung) existiert eine weitere Vorschrift, die die Darstellung und Verbreitung von Medien, die menschenverachtende Gewalttätigkeiten gegen Menschen oder menschenähnliche Wesen darstellen, und insbesondere deren Weitergabe an Minderjährige regelt. Bei einem Verstoß droht ein Freiheitsentzug von bis zu einem Jahr.
Darüber hinaus gibt es mit § 184a StGB (Gewaltpornografie) ein Verbreitungsverbot für jegliche pornografische Darstellung von Gewalttätigkeiten. Zuwiderhandlung wird mit Freiheitsstrafe bis zu drei Jahren oder Geldstrafe bestraft.

### Gesetzliche Veränderungen
Das Bundesverfassungsgericht entschied 1992 zum Fall des Horrorfilms Tanz der Teufel, dass der § 131 StGB nur die Gewaltverherrlichung oder Gewaltverharmlosung bei gegen Menschen gerichteter Gewalt regelt, nicht jedoch bei gegen nichtmenschliche Wesen (z. B. Zombies) gerichteter Gewalt. Diese Rechtslage änderte sich mit einer Novellierung des Paragraphen im Jahr 2003, der seither auch menschenähnliche Wesen einschließt.

### Gesellschaftliche Veränderungen
Die Wertevorstellung wandelt sich im Laufe der Zeit. Hatte 1984 die BPjS noch das Spiel River Raid als jugendgefährdend eingestuft und es daher indiziert, wurde es 2002 nach erneuter Prüfung vom Index entfernt und von der USK für alle Altersklassen freigegeben.
Diese unterschiedliche Bewertung von Gewaltdarstellung in Computerspielen zeigt die Abhängigkeit von vorherrschenden Werten in der jeweiligen Gesellschaft. Während in den USA Gewaltdarstellungen in Computerspielen durch die Meinungsfreiheit im weitesten Sinne geschützt sind, herrscht eine Kontroverse vor, ob angedeutete oder explizit dargestellte sexuelle Handlungen zur Verrohung und zum Sittenverfall führen, während dies in der deutschen Diskussion eine weitaus geringere Rolle spielt als die Gewaltdarstellung.

### Probleme
Ein Problem bei dem Versuch, die Verbreitung illegaler, gewaltverherrlichender Titel effektiv zu beschränken, ist das Internet. Manche Jugendliche benutzen Tauschbörsen, um illegal Spiele aus dem Internet herunterzuladen. Oft findet sich darunter auch indiziertes Material. Somit entfalten Indizierungen oder Verbote allgemein nur auf jene Personen ihre volle Wirkung, die keinen Zugang zu schnellen Internetverbindungen bzw. diesen Tauschbörsen haben oder mangels Fremdsprachenkenntnissen unübersetzte Versionen von Spielen nicht verwenden können. Auch wird immer öfter zu den englischen Versionen gegriffen, da viele Spielehersteller ihre Produkte für den deutschen Markt der Selbstzensur unterziehen, um einer Indizierung vorzubeugen. Das geht sogar so weit, dass es mitunter nur eine multilinguale und eine deutsche Version gibt. Durch Käufe bei ausländischen Anbietern ist es ebenfalls möglich, unzensierte Versionen zu erhalten. Im Internet finden sich Patches, die bei einigen Spielen deutsche Zensuren rückgängig machen. Einige Produkte wurden aufgrund der internationalen Sondersituation Deutschlands gar nicht erst auf dem hiesigen Markt veröffentlicht.

## Aktueller Forschungsstand
In der Medienwirkungsforschung gibt es verschiedene Theorieansätze über die Auswirkungen von Gewalt in Medien auf das menschliche Verhalten:
- Die Inhibitionstheorie: Gewaltdarstellungen in Medien können Angst erzeugen und dadurch die Aggressionsbereitschaft hemmen.
- Die Stimulationstheorie: Gewaltdarstellungen können die Aggressionsbereitschaft fördern.
- Die Habitualisierungstheorie: Nach dieser Theorie kann Gewalt in Medien abstumpfend und gewöhnend wirken.
- Die Katharsistheorie: Gewaltdarstellungen in Medien können Spannungen abbauen und die Gewaltbereitschaft mindern.

Alle vier Theorien stellen lediglich Denkansätze dar, wie sich Gewalt in Medien auf den Menschen auswirken kann. Diese Auswirkungen sind jedoch nur individuell beobachtbar; allgemeingültige Aussagen oder Beweise für oder gegen eine Theorie sind nicht möglich.
Es ist wissenschaftlich nicht erwiesen, dass Computerspiele einen immer gleichen, konstant negativen Einfluss bzw. überhaupt einen Einfluss auf den Konsumenten haben. Mittlerweile gibt es einen dritten, differenzierteren Ansatz, der davon ausgeht, dass die Auswirkungen der Gewalt in Computerspielen vom konsumierenden Individuum bzw. seiner sozialen Situation abhängen. Diese These postuliert, dass ein familiär und sozial, d. h. freundschaftlich gebundener Mensch, der idealerweise auch mit Beruf, Ausbildung oder Schule zufrieden ist, viel eher allein aus dem Unterhaltungswert eines Computerspiels Nutzen zieht als ein isolierter, unzufriedener Spieler, der eher am Aspekt der Brutalität eines Spiels Gefallen findet.
Doch auch wenn es viele verschiedene Thesen, Behauptungen und Vermutungen gibt, wäre es voreilig, daraus den Schluss zu ziehen, es gebe keinen sich in eine Richtung verdichtenden Forschungskorpus. Im wissenschaftlichen Rahmen gibt es nicht den „endgültigen eindeutigen Beweis“ an sich. Zu jedem Zeitpunkt jedoch können die bis dahin existenten Forschungsarbeiten in Metaanalysen zusammengefasst werden.

### Metaanalysen
Die Ergebnisse einiger aktueller Metaanalysen ergeben einen positiven Zusammenhang von Konsum gewalthaltiger Computerspiele und realer Aggression. Die Größe des positiven Zusammenhangs variiert von Metaanalyse zu Metaanalyse. Die in aktuellen Metaanalysen konstatierte Größe des Zusammenhangs reicht von „schwach positiv“ bis „sehr stark positiv“. Einige Analysen kommen zu dem Ergebnis, dass die durch Computerspiele gesteigerte Aggression schnell wieder abflacht und deshalb keinen dauerhaften Einfluss auf den Konsumenten hat.
Auch dem entgegen sprechende Metaanalysen, wie die von Christopher Ferguson, sorgen für ein sehr widersprüchliches Gesamtbild. Zusammenfassend resümiert Ferguson in der Fachzeitschrift Psychiatric Quarterly über eine von ihm durchgeführte Metastudie, welche sich auf die Ergebnisse vieler zur Verfügung stehender Primärstudien stützt, dass es keinen Bezug zwischen Videospielen und aggressivem Verhalten gibt. Weiter sagt er übersetzt: „Es ist nicht schwer zwischen Gewalt in Spielen und Realität einen Zusammenhang herzustellen, wenn man es darauf anlegt. Schließlich beschäftigen sich 98,7 % der jungen Erwachsenen zu einem gewissen Grad mit Computerspielen. Ausgehend von einem schier universellen Verhalten kann man jedoch schlecht auf ein seltenes Verhalten schließen.“
Eine weitere Metaanalyse, die sich mit den auffällig stark voneinander abweichenden Ergebnissen der wissenschaftlichen Beiträge beschäftigte, stellte bei vielen Studien methodische Mängel fest. Die Forscher befürchten, dass sich die Agenden konservativer und linker Kreise zu einem „Perfect Storm“ des politischen Opportunismus vereinigten und viele dieser Studien aufgrund ideologischer oder politischer Dogmen durchgeführt werden.

### Deutschland

#### Psychologie
Manfred Spitzer vertritt in seinem Buch Vorsicht Bildschirm! folgende These: „Aufgrund der Bildschirm-Medien wird es in Deutschland im Jahr 2020 etwa 40.000 Todesfälle durch Herzinfarkt, Gehirninfarkt, Lungenkrebs und Diabetes-Spätfolgen geben; hinzu kommen jährlich einige hundert zusätzliche Morde, einige tausend zusätzliche Vergewaltigungen und einige zehntausend zusätzliche Gewaltdelikte gegen Personen“. Weiterhin ist er der Meinung, dass Berichte über positive Auswirkungen von Computerspielen einer kritischen Bewertung nicht standhielten. Er geht vielmehr davon aus, dass in Computerspielen die Gewalt noch aktiver eingeübt wird als beim passiven Fernsehkonsum.
Ingrid Möller vom Institut für Psychologie in Potsdam kam zu folgendem Schluss: „Spieler mit aggressiver Neigung spielten gern aggressive Spiele, und aggressive Spiele erhöhten die Aggressivität der Spieler.“
Psychologen der Ludwig-Maximilians-Universität München und des Allianz-Zentrums für Technik stellten fest: Je intensiver Rennspiele konsumiert werden, desto häufiger berichteten die Probanden auch von sicherheitsverletzendem Verhalten im Straßenverkehr. Diejenigen aber, die eher neutrale Spiele bevorzugten, neigten auch im Straßenverkehr zu eher vorsichtigerem Fahren.
Bert T. te Wildt, Facharzt für Psychiatrie und Psychotherapie kommt zu der Aussage:
„Viele Computerspieler wehren sich gegen die Verunglimpfung als potenzielle Gewalttäter. Und tatsächlich wird nicht jeder Gamer gleich zum Killer. Es gibt aber Typen, die besonders gefährdet sind - das zeigt eine Studie des Instituts für Klinische Psychiatrie und Psychotherapie an der Medizinischen Hochschule Hannover“.
Psychologen und Erziehungswissenschaftler um Günter Huber von der Universität Tübingen befragten in einer zweijährigen Studie 650 Hauptschüler aus Bayern. Die Studie kommt zu dem Schluss: Kinder und Jugendliche, die viel gewalttätige Medien konsumieren, neigen selbst zu Gewalttätigkeit. Die Wissenschaftler fordern als Konsequenz aus der Studie „auf politischer Ebene ein Verbot von extrem gewalthaltigen Video- und Computerspielen“. Gleichzeitig warnt Huber jedoch auch davor, Computerspiele zu verteufeln und allein für das aggressive Verhalten von Jugendlichen verantwortlich zu machen: „Viel wichtiger ist, dass die bestehenden Gesetze eingehalten werden und nur die Leute die Spiele in die Hand bekommen, die dafür auch alt genug sind.“
Die Psychologin Julia Kneer von der Universität Köln erklärte nach einer Tagung empirisch arbeitender Psychologen an der Universität Jena ihre neusten Erkenntnisse:
Zuerst sei festzustellen, dass die bisherigen Studien sehr widersprüchlich scheinen und demnach keine klare Aussage zuließen. Den Forschern nach können solche Spiele zwar ein gewisses Gewaltpotential hervorrufen, zugleich aber machte Kneer deutlich, dass die Spiele nicht der Faktor dafür sind, dass die Gewalt dann auch ausgelebt wird. „Für Gewalt braucht es zum Beispiel Frustration, die geht voraus.“, so Kneer. Auch sieht sie keine direkte Korrelation zwischen dem Konsum von Gewaltspielen und Amokläufen der letzten Jahre: „Die Amokläufer hatten diese Spiele daheim, aber welcher 18-Jährige hat das nicht?“
Während ihrer experimentellen Untersuchungen mit regelmäßigen Spielern und Nichtspielern von Gewaltspielen stellte Julia Kneer fest, „dass die Dauer des Spielens keine Auswirkung auf die Aggressionsbereitschaft hat“. Vielspieler würden mit diesen Spielen nicht Gewalt verbinden, sondern eher die Freude am Spielen. Anders bei den Nichtspielern. Da diese schon vor dem Experiment gewisse Aggressionen aufbauten, weil sie diese auch mit Spielen assoziieren, zeigten sie auch nach dem Experiment eine erhöhte Reaktion auf aggressive Reize. Die Forscher führen diesen Umstand auf die „negative mediale Beeinflussung zurück“.
Auch eine 2018 über etwa zwei Monate angelegte Studie des Universitätsklinikums Hamburg-Eppendorfs und des Max-Planck-Instituts für Bildungsforschung, die neben Gewaltpotential auch psychische Gesundheit, Empathie, Sexismus und Impulsivität untersuchte, hatte ähnlich unauffällige Ergebnisse.
Eine 2019 veröffentlichte Studie zeigt auf, dass es keinen Zusammenhang zwischen Gewalt, Schwierigkeitsgrad und individueller Gewaltbereitschaft bei sog. „Ego-Shooter-Spielen“ gibt.

#### Neurowissenschaft
Christina Regenbogen und Thorsten Fehr der Universität Bremen stellten bei Untersuchungen der Hirnaktivität bei 22 männlichen Testpersonen fest, dass bei realer Gewalt und bei Gewalt in Spielen unterschiedliche Hirnregionen beansprucht werden. Laut den Forschern regten Spielszenen tendenziell Teile des Großhirns an. Reale Brutalität hingegen regten tendenziell das limbische System an. Aufgrund dessen kommt Thorsten Fehr zu folgendem Schluss: „Das Ergebnis ist ein starkes Argument gegen die Annahme, dass sich bei häufiger Nutzung von Gewaltspielen am Computer fiktionale und reale Szenen überlagern.“

#### Rechtswissenschaft
Christian Pfeiffer, ehemaliger Direktor des Kriminologischen Forschungsinstituts Niedersachsen (KFN), kommt in seiner Arbeit zu folgenden Schlüssen:
Durch eine Befragung von insgesamt 23.000 Kindern und Jugendlichen im Alter von zehn bis 15 Jahren kam Pfeiffer zu der Erkenntnis, dass deren wichtigste Freizeitbeschäftigungen Fernsehen und Computerspielen sind. Er bescheinigt ihnen einen schlechten Einfluss. Besonders negativ wirkten sich dabei Computerspiele aus. „Je brutaler die Inhalte und je häufiger die Inhalte gespielt werden, desto schlechter sind die Schulleistungen. Das nur flüchtig gespeicherte Schulwissen wird durch die Bilder der Spiele verdrängt.“
Auch eine erhöhte Gewaltbereitschaft unter Jugendlichen beruht nach Pfeiffer auf dieser Tatsache: Schon bei Viertklässlern, die einen Fernsehapparat ihr eigen nennen können, nehme das Hänseln und Schlagen von Mitschülern signifikant zu. Gar ein verdoppeltes Risiko zur Gewaltauffälligkeit ereilten Besitzer einer Spielkonsole. Pfeiffer weiter: „Das allerhöchste Risiko gewalttätigen Verhaltens haben die Schüler, die alle Geräte im Zimmer stehen haben – also Fernseher, Spielkonsole und Computer.“ Seine Folgerung: „Eine Gesellschaft ist krank, die solche Spiele auf den Markt lässt. Ein Staat, der da mitspielt, untergräbt seine moralische Glaubwürdigkeit.“
In einer weiteren, im Mai 2007 veröffentlichten Studie des Kriminologischen Forschungsinstituts Niedersachsen (KFN), dieses Mal über die Alterseinstufungen von 62 Computerspielen durch die USK, kommt Pfeiffer zu einem weiteren vernichtenden Urteil. Danach sei die Alterseinstufung bei 37 % der Titel zu niedrig angesetzt, bei weiteren 27 % sei diese zumindest zweifelhaft. Obwohl diese Studie von vielen Kritikern als unseriös eingestuft wurde, da das Ergebnis schon im Vorfeld als bewiesen deklariert wurde, fordern einige Politiker als Konsequenz ein Verbot zur Herstellung und Verbreitung von Computerspielen, einen eigenen Tatbestand im Strafgesetzbuch sowie deutlich erhöhte Strafen.
Auch die im Februar 2008 folgende Studie des KFN versuchte noch einmal, den vom Institut vermuteten Zusammenhang zwischen höherem Medienkonsum und schlechterer Schulleistung zu unterstreichen, indem die bisherigen Ergebnisse in direkten Zusammenhang mit der PISA-Studie gestellt werden. Die Kernaussage dabei: Die Schülergruppen, die bei PISA schlecht abgeschnitten hätten, seien zugleich die mit dem höchsten Medienkonsum.
Anhand der Daten von sieben Amokläufern in Deutschland versuchte die Technische Universität Darmstadt ein Profil zu erstellen. Demnach zeigten zwar alle Täter Interesse an gewalthaltigen Medien, aber nur vier davon haben auch regelmäßig gewalthaltige Videospiele gespielt.

#### Medienwissenschaft
Helga Theunert, wissenschaftliche Direktorin des Instituts für Medien und Pädagogik in München, äußerte sich in einem Interview zum Zusammenhang zwischen virtueller Gewalt und tatsächlicher Aggression: „Zum Bereich der Computerspiele muss man sagen, dass die Untersuchungen, die vorliegen, alles andere als umfassend sind und dass vor allen Dingen Aspekte fehlen, die ich für entscheidend halte.“ Weiter sagte sie in Bezug auf Spiele mit militaristischem Ambiente, Risikopotenziale seien nicht von der Hand zu weisen.
Die Bundesanstalt für Straßenwesen hat eine Studie in Auftrag gegeben, um herauszufinden, ob der problematische Umgang mit Verkehrsregeln in Rennspielen reale Gefahren für die Verkehrssicherheit birgt. Christoph Klimmt, Medienwissenschaftler an der Universität Hannover, hat 54 Spiele analysiert, über 1000 Spieler befragt und Experimente durchgeführt. Sein Fazit lautet: „Wir haben dabei keine Zusammenhänge zwischen Rennspielkonsum und riskanten Fahrweisen gefunden.“
Klimmt ist einer der wenigen deutschen Forscher, die sich seit längerem mit dem Phänomen Computerspiele beschäftigen. Über den Amokschützen von Emsdetten sagt Klimmt: „Er hatte offensichtlich eine Reihe sozialer und psychologischer [sic!] 'Probleme.“ Die Tat aber auf die Leidenschaft für Computerspiele zurückzuführen, käme ihm nicht in den Sinn.
Verschiedene Forscher aus unterschiedlichen Disziplinen beschäftigen sich kritisch mit den Auswirkungen von gewaltorientierten Computerspielen auf die Einstellungen, das Sozialverhalten und die Schulleistungen bei Kindern und Jugendlichen. Die Hochschuldozentin und Sozialpädagogin Elke Ostbomk-Fischer von der Fachhochschule Köln kommt zu einer sehr kritischen Einschätzung:
„Killerspiele“ seien spezielle Formen von Computerspielen, die darauf ausgerichtet seien, den Grundkonsens einer humanen Gesellschaft zu untergraben. Zu den wesentlichen Merkmalen von „Killerspielen“ gehöre es, dass die Spielenden animiert würden, „einzeln oder gemeinsam andere Menschen als Gegner oder Feinde wahrzunehmen, diese Menschen verächtlich zu machen, sie zu erniedrigen, zu foltern und zu töten, sowie ihre Lebensgrundlage zu zerstören.“
Einige Medienpädagogen dagegen vertreten auch eine positive Meinung zum Thema Videospiele. So gehen diese davon aus, dass Videospiele keineswegs die Ursache für Gewalt und asoziales Verhalten seien, sondern sogar pädagogisch wertvoll seien und intelligenter machen würden. Hierbei greifen sie unter anderem auf die Studie des Münchener Instituts für Medienpädagogik JFF zurück. Diese untersuchten 30 populäre Videospiele – darunter zum Beispiel Counter-Strike – auf ihr kompetenzförderndes Potenzial. Ihr Ergebnis: Jedes dieser Spiele deckte mindestens eines ihrer pädagogischen Kriterien, meistens aber gleich mehrere ab: moralische Urteilsfähigkeit, Wahrnehmung und Aufmerksamkeit, sensomotorische Koordination, analytisches und kreatives Denken, emotionale Selbstkontrolle und kritische Selbstreflexion. Ihr Fazit: „Normale“ Spiele haben sogar oftmals ein höheres pädagogisches Potential als spezialisierte Lernsoftware, denn: „Ein hinreichendes Motivationspotenzial kann als generelle Voraussetzung für Kompetenzförderlichkeit gelten.“ Der Medienpädagoge Christian Swertz dazu: „Natürlich lässt sich eine Liste von 15 Additionen im Rahmen eines Kampfes gegen den bösen Eiskönig amüsanter aufbereiten als im Mathematikübungsbuch. Der Spielcharakter geht dabei aber verloren. Wesentlich effektiver wäre es, Spiele mit pädagogischem Inhalt zu entwickeln, die nicht als verkleideter Test, sondern als echtes Spiel daherkommen.“ Weiterhin habe sich bei der Untersuchung der Spielerschaft laut dieser Befürworter auch gezeigt, dass selbst die eifrigsten Spieler einen durchaus intakten Freundeskreis und ganz normale, reale Sozialkontakte aufweisen: „Das gängige Klischee von sozial vereinsamten Computer-Kids findet in der empirischen Realität keine Entsprechung.“

Auch ein von Medienpädagogen durchgeführtes (nicht repräsentatives) Pilotprojekt an sieben verschiedenen Schulen, unterstützt ihre These, und deutete sehr offensichtlich darauf hin, dass die Spiele die soziale Kommunikation während des Lernprozesses fördern und somit ein signifikant pädagogisches Potenzial besitzen.
Die Medienwirkungsforschung durchlaufe Zyklen, in denen immer die gleiche Debatte geführt werde. In den Achtzigern etwa sei es um Splatter-Horrorfilme gegangen, jetzt gehe es um Killerspiele – doch keine These zu deren angeblich verheerender Wirkung gelte als annähernd gesichert. Eine berühmte Metaanalyse habe seinerzeit ergeben: „Es gibt für jede Meinung eine Studie“ (Rolf Nohr, Braunschweiger Institut für Medienforschung).
Laut der Studie Medien und Gewalt der deutschen Bundesregierung ist
ein Zusammenhang zwischen Gewaltbereitschaft und der Nutzung von Computerspielen bisher nicht klar belegt. Zwar gäben die gewalttätigen Inhalte vieler Spiele Anlass zur Sorge und ließen stärkere negative Wirkungen als beim Fernsehkonsum erwarten, heißt es in der Studie des Familienministeriums. Für eindeutige Aussagen reiche die Forschungslage aber nicht aus.
Die Gesellschaft für Konsumforschung erklärt: Die größte Käufergruppe von Videospielen sind demnach nicht wie oft angenommen Jugendliche, sondern zu über 70 % Erwachsene. Auf dem deutschen Spielemarkt sind 25–30 % der Spieler unter 19 Jahre alt, während 20 % zwischen 20 und 30 Jahre alt sind und 50 % die Grenze von 30 Jahren überschreiten.
Über Langzeitwirkung und physiologische Wirkung wurde festgestellt: „Wir haben Argumente für kurzzeitige Effekte von gewalttätigen Spielen - etwa die gleichen, die ein Horrorfilm auch hat, nämlich eine erhöhte physiologische Erregung. Genau dieser Effekt wird ja mit Film und Spiel auch angestrebt. Eine langfristige Wirkung, gar eine Steigerung der Gewaltbereitschaft hat aber noch nie jemand empirisch nachgewiesen“ (Jörg Müller-Lietzkow, Kommunikationswissenschaftler an der Universität Jena)
Im Zuge einer Studie der Freien Universität Berlin wurde folgende Aussage getroffen: „Wir haben festgestellt, dass gewalttätige Computerspiele die Kinder nicht aggressiver machen, sondern dass aggressive Kinder zu gewalttätigen Computerspielen tendieren.“ (Caroline Oppl, Freie Universität Berlin)

### International

#### Psychologie
Auch in der internationalen Forschung herrscht zu diesem Thema Uneinigkeit. So befragte z. B. das Massachusetts General Hospital (dem medizinischen Teil der Harvard-Universität) – finanziert durch das US-Justizministerium – 1.254 Jugendliche zwischen 12 und 14 Jahren. Zwei Drittel der Jungen und über ein Viertel der Mädchen gaben an, mindestens ein ab 17 Jahren freigegebenes Spiel „sehr häufig in den letzten sechs Monaten“ gespielt zu haben. Als Grund dafür bestätigten die Wissenschaftler ein altes Argument der eSport-Szene: „Im Gegensatz zum Klischee des vereinzelten Gamers ohne Sozialkompetenz haben wir herausgefunden, dass Kinder, die M-rated-Spiele nutzen, mit höherer Wahrscheinlichkeit in Gruppen spielen – entweder im selben Zimmer oder über das Internet“. Und weiter sagte Cheryl Olson, die Leiterin der Studie „Die Freundschaften von Jungen drehen sich besonders oft um Videospiele“. Auch spricht sie sich klar gegen Verbote aus: „Die Nutzung gewalthaltiger Spiele ist so weit verbreitet und die Jugendkriminalität rückläufig, so dass es offenbar den meisten Jugendlichen, welche diese Spiele gelegentlich spielen, recht gut geht.“
Dagegen halten Wissenschaftler der Purdue University West Lafayette ihre Erkenntnisse, dass Gewaltszenen in Computerspielen unsoziales Verhalten fördern. In einem Test neigten Studenten nach einem solchen Spiel dazu, andere auszunutzen und sich unkollegial zu verhalten. Bei ihren Kollegen, die das gleiche Spiel ohne Gewaltszenen gespielt hatten, konnten die Forscher dagegen keinen solchen Trend beobachten. Als möglichen Grund nennen die Wissenschaftler im Gedächtnis abgespeicherte Aggressionsschemata, welche die Motivation für soziales Verhalten untergraben.
Der australische Wissenschaftler Grant Devilly von der Swinburne University of Technology entdeckte bei seinen Studien mit gewalthaltigen Videospielen, dass sich das Verhalten von Testpersonen mit 73-prozentiger Wahrscheinlichkeit aufgrund des aktuellen Befindens und allgemeinen Temperaments voraussagen lasse. Die große Mehrheit der Untersuchungspersonen habe nach dem Spielen keine Veränderungen in ihrer Wutausprägung gezeigt, 18 % hätten einen gesteigerten Wut-Level, 6 % einen verringerten.
Und die englische Kinderpsychologin Penny Holland von der London Metropolitan University bestätigt schließlich, was viele Eltern befürchten: Kinder, insbesondere Jungen, werden immer mit Waffen spielen, egal, was Schulen oder Kindergärten versuchen, dagegen zu unternehmen. Sie ist davon überzeugt, dass Jungen, die in ihrer Kindheit nicht Pirat, Soldat oder Superheld spielen durften, eher im Erwachsenenalter zu Aggressivität neigen werden und später das „Bad-Boy-Image“ ausleben.
In ihrem 2008 veröffentlichten Buch Grand Theft Childhood kritisieren Cheryl K. Olson und Lawrence Kutner vom Center for Mental Health and Media der Harvard Medical School zahlreiche bisherige Studien zum Thema Gewalt in Videospielen. Viele der meistpropagierten Studien seien in abstrakten und realitätsfernen Situationen und mit nicht repräsentativen Probanden abgehalten worden, was die Resultate zumindest fragwürdig erscheinen ließe.
Darüber hinaus wurde als Resultat einer eigenen Studie angeführt, dass besonders Kinder von 12 bis 14 Jahren Videospiele und deren Charaktere nicht als Individuen und das Spiel nicht als Abbild der Wirklichkeit wahrnehmen. Als Testspiel fungierte unter anderem ein Titel der umstrittenen Grand-Theft-Auto-Serie. Wie Olson und Kutner letztlich schlussfolgerten, sei die Irrealität und Abstraktheit des Spieles sogar ein Faktor, den Kinder und Spieler allgemein besonders reizvoll fänden.
Ein Team von Wissenschaftlern der Huddersfield University (Großbritannien) führte 2009 eine Studie durch, bei der die auftretende Aggressivität der Spieler beim Computerspielen ermittelt werden sollte. Dabei mussten die Probanden eine 3D-Tischtennis-Simulation, ein Rennspiel (Project Gotham Racing) und einen gewalthaltigen Ego-Shooter spielen, wobei die Aggression durch verschiedene kognitive und physiologische Messmethoden ermittelt wurde. Überraschenderweise hat das Rennspiel am meisten Aggressionen verursacht, und auch das Tischtennisspiel verursachte mehr Aggressionen als der Ego-Shooter.
2010 veröffentlichten die Psychologen Patrick M. Markey (Villanova University) und Charlotte N. Markey (Rutgers University) einen Aufsatz in der Zeitschrift Review of General Psychology, wo sie zu folgendem Schluss kommen: „Aktuelle Forschungen deuten darauf hin, dass die Behauptung, durch das Spielen gewalthaltiger Computerspiele würden alle oder auch nur die meisten Menschen ganz unvermeidlich aggressiver, nicht belegt sind. Stattdessen ist es offenbar entscheidend, sich mehrere Persönlichkeitsanteile des Spielers genauer anzusehen, um entscheiden zu können, ob er durch die Gewalt im Spiel nachteilig betroffen sein wird.“
Im Jahr 2014 bringt eine neue gemeinsame Untersuchung der Universitäten von Oxford und Rochester neue Aspekte in die Diskussion. Demnach ist nicht nur der Inhalt, sondern auch die Spielmechanik von großer Bedeutung. Unabhängig davon, ob es sich um ein gewalthaltiges Actionspiel oder ein gewöhnliches Geschicklichkeitsspiel handelt, gilt: Je unfairer und frustrierender die Spielmechanik für die Spieler, desto aggressiver werden diese. „Videospieler haben das psychologische Bedürfnis, immer Erster zu sein. Wenn Spieler von der Steuerung oder der Spielmechanik ausgebremst werden, macht sie das aggressiver.“ fasst der Sozialwissenschaftler Andrew Przybylski zusammen.
Eine 2020 abgeschlossene Langzeitstudie von Sarah M. Coyne (Brigham Young University) und Laura Stockdale (ebenda und Layola University Chicago) untersuchte über zehn Jahre den Einfluss von Grand Theft Auto auf gewalttätiges Verhalten und Aggressionspotential von Heranwachsenden und konnte keine Unterschiede im Sozialverhalten über den Zeitverlauf feststellen. Einzelne Teilnehmende zeigten gegen Ende der Untersuchung geringfügig gestiegenes Gewaltpotential oder depressive Episoden; dies beeinträchtige allerdings nicht die Gesamtbeurteilung.

#### Rechtswissenschaft
Auch die internationalen Rechtswissenschaften beschäftigen sich mit diesem Thema. So äußerten sich 33 Wissenschaftler der Massachusetts Institute of Technology, University of California (Los Angeles), der Columbia University und der University London mit Besorgnis, dass ein Gericht sich „auf zwar allgemein verbreitete, aber falsche Überzeugungen über einen bewiesene Kausalverbindung zwischen Gewalt in der Unterhaltung und gewalttätigem Verhalten stützt, um ein Zensurgesetz zu verteidigen“. Die Beziehungen zwischen Unterhaltungsmedien und Verhalten seien komplex und vielschichtig, so dass kaum von einem einfachen Kausalverhältnis ausgegangen werden könne. Ganz allgemein habe die Medienwirkungsforschung keine Beweise erbringen können, dass Gewaltdarstellungen auch nur ein Risikofaktor für wirkliches Gewaltverhalten seien. In Wirklichkeit aber sei beispielsweise im letzten Jahrzehnt, während Computerspiele mit Gewaltdarstellungen populär wurden, ein Rückgang der Gewalt bei Jugendlichen zu beobachten gewesen.
Fachleute des British Board of Film Classification stellten fest, dass Spiele (auch wenn Spieler für Nicht-Spieler oft so wirken würden, als seien sie beim Spielen der Realität entrückt) anscheinend weniger emotionalen Einfluss haben als Filme oder Fernsehsendungen. Der BBFC-Leiter David Cooke dazu: „Das Element der Interaktivität hat einiges Gewicht, wenn wir ein Videospiel untersuchen. Wir waren insbesondere interessiert daran zu sehen, dass diese Untersuchung darauf hindeutet, dass sie weit davon entfernt ist, einen potenziell negativen Einfluss auf die Reaktion des Spielers zu haben. Die Tatsache allein, dass sie mit dem Spiel interagieren müssen, scheint sie fester in der Realität zu verankern.“
Auch in einer aktuellen Studie (2009) des Verhaltenspsychologen und Kriminologen Christopher Ferguson (vgl. Abschnitt Metaanalysen) stellte sich heraus, dass vor allem der Einfluss von Gleichaltrigen, antisoziale Persönlichkeitsmerkmale, Depressionen und Eltern, die psychische Gewalt in ihren Beziehungen ausüben, zu realer Gewalt führen können. Gewalthaltige Computerspiele und Fernsehfilme sowie die Art der Nachbarschaft oder Herkunft seien hingegen keine Auslöser.

#### Sozialwissenschaft
Die Soziologin Karen Sternheimer von der University of Southern California begann bereits 1999 nach dem Columbine-Amoklauf mit ihren Studien über die Auswirkungen von Computerspielen. Dabei fand sie heraus, dass in den letzten zehn Jahren, in denen viele der sogenannten „Killerspiele“ auf den Markt kamen, die Rate der wegen Mordes inhaftierten Jugendlichen um 77 Prozent gesunken ist. Zudem liege die Wahrscheinlichkeit, in der Schule getötet zu werden, bei 7 zu 10 Millionen. Ihrer Meinung nach müsse man die Hintergründe der Jugendlichen beleuchten, statt nur darauf zu schauen, was sie spielen. Man müsse familiäre Gewalt und andere Faktoren mit in die Untersuchungen einbeziehen, statt die Schuld nur auf die Spiele zu schieben. Diese Hypothese wird vermehrt durch aktuelle Studien verifiziert und impliziert auch immer die Forderung nach neuen politischen Rahmenbedingungen zur Erhöhung der Medienkompetenz bei den Eltern, Pädagogen und den Jugendlichen selbst, um somit zum einen ein geeignetes Umfeld für die jugendlichen Spieler zu schaffen und ihnen zum anderen die Mittel an die Hand zu geben, die Medienangebote sondieren und entsprechend bewerten zu können.
Jonathan Freedman vom Department of Psychology der Toronto University untersuchte schon vor mehreren Jahren alle in englischer Sprache veröffentlichten Studien über Gewalt und Medien. Seine damalige Schlussfolgerung: Die Mehrheit der Studien arbeitet mit Belegen, die widersprüchlich waren oder sogar der Behauptung widersprachen, dass reale Gewalt durch Gewaltdarstellungen in Medien verursacht werde.
Auf die Frage, warum also unwissenschaftliche Studien ebenso wie populistische Politiker die Schuld den Videospielen zuweisen, kommt der Bericht zum Ergebnis, dass damit nur die Täter ebenso wie das soziale Umfeld entschuldigt werden:
„Wenn Jungs aus guten Gegenden Gewalt ausüben, dann scheinen sie eine ganz neue Generation von Jugendlichen zu sein, die nur von Videospielen und nicht von den gesellschaftlichen Umständen geprägt wurden … Mörder mit weißer, bürgerlicher Herkunft behalten ihren Status als Kinder, die leicht durch ein Spiel beeinflussbar und Opfer eines angeblich gefährlichen Produktes sind.“
Dieser Ansatz wird vermehrt seit 2005 von diversen Studien in Deutschland aufgegriffen und so kommen sowohl die Potsdamer Studie als auch eine Studie an der Helmut-Schmidt-Universität zu dem Fazit, dass zwar eine Korrelation zwischen aggressivem Verhalten und gewalthaltigen Computerspielen vorhanden ist, aufgrund der bidirektionalen Kausalität allerdings keine Aussagen über Ursprung und Folge getroffen werden können.

#### Kulturwissenschaft
In seinem Buch „MTV: Swinging On A (Postmodern) Star“ äußert sich Lawrence Grossberg über die Möglichkeit, wie wissenschaftliche Erkenntnisse (oftmals auch im Bereich von „Gewalt in den Medien“) missbraucht und verfälscht werden können:

„[…] die akademischen Auseinandersetzungen zeigen, wie einfach es ist, empirische Unterstützung für viele Interpretationen der Welt zu finden; einen Aspekt der Realität isolierend, ihn aus seinem konkreten Zusammenhang heraus abstrahierend und sein spezifisches Wesen ignorierend, kann man bequem ‚Beweise‘ finden, mit ihrer absoluten Macht, die Welt zu definieren und zu interpretieren.“

Dennis Bockholt mit seinem Buch „‚Mediale Viren‘ im Kopf unserer Jugend“, sowie auch Jürgen Fritz und Wolfgang Fehr mit ihrem „Handbuch Medien“ kritisieren hierbei die uneingeschränkte Übertragung von Verhaltensthesen aus der Fernsehforschung auf die interaktiven Computerspiele. So gilt es z. B., so die Autoren, die für die Fernsehforschung eindeutig widerlegte Katharsisthese in Bezug auf Computerspiele erneut zu überprüfen.

#### Neurowissenschaft
Die Universität von Indiana teilt die Meinung der Kritiker. Gewalttätige Spiele stimulieren die Hirnregionen für Gefühle und verringern die Reaktionen in den Zonen, in denen das logische Denken und die Selbstkontrolle angesiedelt sind. Ein Forscherteam der Universität von Indiana untersuchte für die Studie 44 Jugendliche im Alter zwischen 13 und 17 Jahren ohne Verhaltensauffälligkeiten. Die eine Hälfte der Gruppe spielte in einem halbstündigen Spiel die Hauptfigur in einem extrem brutalen Kampf, die andere Hälfte spielte ein anspruchsvolles, gewaltloses Spiel. Bei der ersten Gruppe wurde eine gesteigerte emotionale Erregung gemessen, bei der zweiten Gruppe war der Hirnteil stimuliert, der für Konzentration und Selbstkontrolle zuständig ist.
Auch die Radiological Society of North America kommt in ihrer Studie zum Ergebnis, dass bestimmte Gewaltspiele sich kurzzeitig ganz anders im Gehirn festsetzen als gewaltfreie Spiele. Diese Gewaltspiele stimulieren kurzzeitig besondere Bereiche des Gehirns, die für emotionale Erregung zuständig sind, zugleich vermindern sie die Aktivitäten in Regionen der Selbstkontrolle. Eine generelle Bewertung von Gewaltspielen nimmt die Untersuchung zwar nicht vor, weist aber ausdrücklich auf die erhöhte emotionale Erregung der Probanden hin.

## Kontroverse
Im Fokus der Kontroverse stehen hauptsächlich zwei Punkte. Einerseits wie sich Gewaltdarstellungen in Medien auf die Persönlichkeitsentwicklung von Kindern und Jugendlichen auswirken, andererseits wie Gewaltdarstellungen in Medien mit echter Gewalt zusammenhängen.
Da diese Thematik stark polarisiert, gibt es dementsprechend extreme Meinungen. Zum einen gibt es Befürworter von Gewaltdarstellungen, welche eine gänzliche Freigabe fordern, da es keine negative Wirkungen gebe, und zum anderen gibt es Kritiker, welche das grundsätzliche Verbot solcher Werke fordern und schon den Besitz als Straftat ahnden wollen, da solche Werke vermehrt zu Amokläufen und Vergewaltigungen führen würden. Seltener finden sich Stellungnahmen, die Computerspiele mit Gewaltdarstellungen als Unterhaltungsmedium für Erwachsene verteidigen, zugleich aber auf das nicht auszuschließende Risikopotential für Kinder und Jugendliche hinweisen und strengere Kontrollen und Reglementierungen fordern als derzeit stattfinden.

### Allgemein
Die Bewertung von Gewalt in Computerspielen hängt in hohem Maße von den eigenen Wertvorstellungen ab. Argumentation oder Studien stützen sich daher oft nur scheinbar auf wissenschaftliche Beobachtungen, sollen jedoch tatsächlich eine bestimmte ethische Wertvorstellung vorgeben. Die häufigsten Argumente und Standpunkte, die in dieser Diskussion anzutreffen sind:
- Eine relativ selten anzutreffende Position ist die Forderung, prinzipiell Verzicht auf Gewaltelemente zu üben. Hierbei ist problematisch, dass sie konsequenterweise auch auf andere Medien ausgedehnt werden müsste. In dem Zusammenhang bleibt zu klären, ob die Gewaltdarstellung oder die Gewaltinhalte problematisch sind. Sollte sich die Kritik auf Gewaltinhalte konzentrieren, stellt sich die generelle Frage nach dem Umgang mit Gewalt in Kultur und Medien; sollte die Gewaltdarstellung im Fokus stehen, stellt sich die Frage nach dem Vergleich unrealistischer Spielegrafik mit der optisch nicht von der Realität zu unterscheiden Gewalt in Film und Fernsehen. Um die daraus resultierende Diskrepanz zu eliminieren, wird Kritik häufig mit der Interaktivität von Computerspielen verknüpft. Die zugrundeliegende Überlegung lautet, dass durch die aktive Steuerung eine Identifikation mit der Gewalt ausübenden oder befehlenden Figur stattfindet, wie sie bei passivem Konsum nicht möglich ist oder wesentlich geringer ausfällt. Ein mögliches Gegenargument lautet, dass gerade hierdurch Gewaltanwendung subjektiv durch den Spieler kontrollierbar sei. Gegenwärtig liegen keine Studien vor, die den Grad der Identifikation mit Spielprotagonisten mit dem gegenüber beispielsweise Filmhelden vergleichen.

Während Kritiker die Gewalt häufig als Zweck eines Spiels betrachten, sehen sie Befürworter lediglich als Mittel. Es besteht die Möglichkeit, dass die Ziele der Aufmerksamkeit beim Spielen von denen beim Betrachten eines Films deutlich abweichen.
- Häufig wird auf die sportliche Dimension des Spielens hingewiesen, welche neben Hand-Augen-Koordination taktisches Denken und Reaktionsvermögen umfasst. Dies wäre jedoch auch bei Spielen mit vollkommen abstrakter „Gewalt“ (z. B. Schießen auf dreidimensional bewegte, in ihrer Aktion und Reaktion variable Schießscheiben) möglich. Tatsächlich wird häufig bei E-Sport-Wettkämpfen die Grafik auf eine abstrahierte Darstellung reduziert, um eine bessere Übersicht, Rechenleistung und Konzentration auf das Spielgeschehen zu ermöglichen (z. B. bei Quake III Arena üblich). Allgemein besteht daneben jedoch immer auch der Wunsch nach realistischer beziehungsweise grafisch aufwendiger Spieldarstellung.
- Multiplayerspiele wie Counter-Strike, bei denen die Interaktion innerhalb der eigenen Gruppe und mit dem gegnerischen Team im Zentrum steht, weisen eine erhebliche soziale Dimension auf. Teamfähigkeit, Kommunikation und die Einhaltung von Regeln sind entscheidende Voraussetzungen für den Spielerfolg. Dies kann auch ins reale Leben (Real Life) getragen werden, etwa durch die Organisation von Clantreffen oder durch die Teilnahme an LAN-Partys. Kritiker halten dem entgegen, dass die sozialen Komponenten sich auch bei entsprechenden Spielen ohne jegliche Gewaltdarstellung ausbilden könnten.
- Obwohl Computerspiele mit Gewaltdarstellung für ein erwachsenes Publikum produziert werden und die Mehrheit der Spieler volljährig ist, werden derartige Spiele auch von in einer entscheidenden Entwicklungsphase stehenden Jugendlichen gespielt. Negative Effekte und langfristige Auswirkungen sind umstritten.
- Einige Autoren vergleichen die derzeitige Kritik an Computerspielen allgemein, und dabei besonders sogenannten „Killerspielen“, mit den Angriffen gegen neue Medienformen in den letzten Jahrzehnten vor dem Hintergrund der jeweils herrschenden Moralvorstellungen.[69] Diese richteten sich unter anderem gegen den Roman[70], das Fernsehen im Allgemeinen (in den 50er Jahren), Trickfilme (in den 70er Jahren), Videofilme (in den 80er Jahren), Jazz, Beatmusik, Rockmusik[71] und Comics[72]. Ähnlich wie beim heutigen Schlagwort „Killerspiele“ wurden auch damals polemisierende Wortneuschöpfungen kreiert, so wurde beispielsweise in den 1930er Jahren Jazz als „Negermusik“ verhöhnt. Hierbei wurde regelmäßig unterstellt, der Konsum des jeweiligen Mediums würde zwangsläufig zu nachhaltigen Schäden bei den betroffenen Konsumenten führen, häufig verlief die Diskussion hierbei entlang der jeweiligen Generationsgrenzen. Die meisten dieser Medien werden heute gesamtgesellschaftlich akzeptiert und teilweise als Kunstformen wahrgenommen.[73]

### Im Zusammenhang mit Amokläufen
Seit dem Aufkommen von Computerspielen wird immer wieder kontrovers über die Darstellung von Gewalt in Computerspielen diskutiert. Dabei geht es in erster Linie darum, ob und in welchem Umfang ein Spieler durch die Darstellung von Gewalt in einem Computerspiel positiv oder negativ beeinflusst werden kann. An die Öffentlichkeit gelangt die Diskussion über die von ihren Gegnern so genannten „Killerspiele“ immer wieder nach Amokläufen von Jugendlichen in Schulen wie beim Amoklauf an der Columbine High School, dem Amoklauf von Erfurt, dem Amoklauf von Emsdetten oder dem Amoklauf von Winnenden. Hierbei werden immer wieder ähnliche Argumente ausgetauscht:
- Einem kausalen Zusammenhang von Computerspielen als Auslöser von Amokläufern widerspricht die Tatsache, dass Amokläufe nicht erst seit der Verfügbarkeit derartiger Spiele existieren. Amokläufe gab es in der gesamten Geschichte der Zivilisation und zahlreiche dokumentierte Beispiele entstammen einer Zeit vor der Verfügbarkeit elektronischer Medien.
- Es wird darauf hingewiesen, dass Kriegs- und Kampfspiele keine moderne Erfindung sind, sondern umgekehrt eine große Zahl traditioneller Spiele eine kämpferische Grundlage haben. Computerspiele wie Counter-Strike weisen strukturelle Ähnlichkeiten zu früher beliebten Fang- und Kampfspielen wie Räuber und Gendarm auf. Die durch die Technik neu hinzugekommene audiovisuelle Darstellung der interaktiven Tötungshandlungen bezieht sich unmittelbar auf die Darstellung von Gewalt in etablierten Medien wie dem Film und tritt zu diesen in Konkurrenz. „Die Gewaltdarstellung in Computerspielen ist nicht aus dem Nichts entstanden“, so der Medienwissenschaftler Mathias Mertens.[74]
- Medienberichte müssen sich häufig den Vorwurf gefallen lassen verfälschte oder erfundene Darstellungen der Spielinhalte zu vermitteln. Einflussreich war unter anderem ein Artikel in der FAZ vom 28. April 2002 mit dem Titel „Software fürs Massaker“, der zahlreiche Fehlinformationen enthielt, von denen viele noch immer im Umlauf sind.
- Amokläufe sind im Vergleich zu anderen Jugendstraftaten sehr selten. Strengere Gesetze, die aufgrund dieser spektakulären Einzelfälle verabschiedet werden, betreffen jedoch die Entscheidungsfreiheit von Millionen Menschen. Im Vergleich dazu sind Todesfälle durch bewusste Gesetzesverstöße im Straßenverkehr (Geschwindigkeit, Alkohol,…) weit verbreitet, genießen jedoch gerade in wertkonservativen Kreisen eine gewisse Toleranz.
- Die weite Verbreitung dieser Spiele mindert ihre Relevanz in Bezug auf die Taten von Amokläufern, welche sie ebenfalls gespielt haben. Der US-amerikanische Dokumentarfilm-Regisseur und Autor Michael Moore kritisierte die Tatsache, dass man das Columbine-Massaker fast ausschließlich dadurch erklärte, dass die beiden Täter die Musik von Marilyn Manson gehört hatten. In Anlehnung daran, dass sie vor der Tat bowlen gewesen wären, stellte er die Frage, ob es nicht genauso sinnvoll sei, Bowlen für die Tat verantwortlich zu machen. Hieraus leitet sich der Titel des Films Bowling for Columbine ab – in Wirklichkeit schwänzten die Täter den Bowlingkurs jedoch.
- Ein hohes Maß an Fernseh- und Computerkonsum kann auch ein Zeichen von Vernachlässigung oder sozialer Isolation sein. In einem solchen Fall wären Computerspiele nur das sichtbare Symptom tiefer liegender sozialer Defizite. Die in den Gewaltmedien dargestellten Konflikte und menschlichen Situationen können allerdings mit der Isolation des Betrachters eine unheilige Allianz eingehen, wie es der offensichtlich „nachstellende“ Charakter einiger Amokläufe nahelegt.
- Neben den oberflächlichen Ähnlichkeiten der Handlungen während eines Amoklaufes und eines Computerspiels gibt es auch wesentliche Unterschiede: Der Täter muss mit einer wirklichen Waffe umgehen können, es muss eine Tötungsmotivation vorliegen und die natürliche Hemmschwelle muss überschritten sein. Ob Computerspiele diese Hemmschwelle abbauen und die Vertrautheit mit realen Waffe steigern, ist umstritten. Sie stellen jedoch keinen Ersatz für die praktische Erfahrung und Übung mit realen Waffen dar, sondern trainieren allenfalls bestimmte Konfliktsituationen und Verhaltensmodelle.
- Die Verbindung der Phänomene ist experimentell schwer nachzuprüfen, da herkömmliche Versuche insbesondere den langfristigen Einfluss nur unzureichend simulieren oder durch ethische Richtlinien begrenzt sind.
- Es herrscht Uneinigkeit darüber, ob ein tatsächlicher Trainingseffekt für das reale Leben existiert. Während die einen die Wirkung mit der eines Flugsimulators vergleichen, verweisen die anderen auf den fundamentalen Unterschied zwischen einer Tastatur oder Maus und einer tatsächlichen Waffe. Ein Trainingseffekt, bei dem ein entsprechend geneigter Betrachter trainiert, seine Umwelt auf eine bestimmte Art und Weise zu konstruieren und interpretieren, konnte bislang ebenfalls nicht ausreichend untersucht werden.

## Videos
- Manfred Spitzer: Erfahrung (Memento vom 29. September 2007 im Internet Archive). RealVideo aus der BR-alpha-Reihe „Geist und Gehirn“ (ca. 15 Minuten)
- Killerspiele - Gegendarstellung. Verdeutlichung der Thematik „Killerspiele“ sowie eine Gegenüberstellung von Pro- und Contra-Aussagen und -Studien. (ca. 10 Minuten)